# Pterophorus subnetatus
Pterophorus subnetatus is een vlinder uit de familie vedermotten (Pterophoridae). De wetenschappelijke naam van de soort is voor het eerst geldig gepubliceerd in 1875 door Francis Walker.